# 孟东县
孟东县是缅甸掸邦下辖的一个县。

## 历史沿革
2022年4月30日，缅甸政府以孟萨县孟东镇区新设孟东县。

## 行政区划
孟东县下辖孟东镇区一个镇区。